# Lekeleka (Vavaʻu)
Lekeleka ist eine kleine unbewohnte Insel in der tonganischen Inselgruppe Vavaʻu.

## Geographie
Lekeleka ist ein Motu im Riff von Taunga und liegt südöstlich von Taunga zusammen mit Tauta und Ngau. Im Osten liegt in einigen Kilometern Entfernung Fonuaunga und im Südwesten ʻEueiki.

## Klima
Das Klima ist tropisch heiß, wird jedoch von ständig wehenden Winden gemäßigt. Ebenso wie die anderen Inseln der Vavaʻu-Gruppe wird Lekeleka gelegentlich von Zyklonen heimgesucht.